# La Septième Obsession
La Septième Obsession est un magazine de cinéma bimestriel français, fondé en octobre 2015.

## Historique
La Septième Obsession commence comme revue numérique. En octobre 2015, elle devient un magazine bimestriel papier distribué en kiosque à journaux et maisons de la presse. La revue propose des dossiers thématiques et de longs entretiens. Elle met en avant les cinéastes, les écrivains et les penseurs culturels. Elle se positionne comme un produit « haut de gamme » et se focalise sur la tranche des dix-huit-vingt-six ans.
Plusieurs numéros du magazine font parler d'eux : le neuvième numéro, à l'occasion de la sortie du film Grave (2016) de Julia Ducournau, publie une étude sur l'école française du cinéma d'horreur ; le treizième numéro met sur sa couverture le réalisateur controversé Roman Polanski pour son film D'après une histoire vraie (2017) — ce choix suscite la polémique au moment où débute l'affaire Harvey Weinstein. Le vingtième numéro aborde le rapport identitaire complexe entre l’acteur et son personnage. Dans le vingt-troisième numéro, l'actrice Zahia Dehar pose nue en couverture pour la promotion du film Une fille facile (2019) de Rebecca Zlotowski. Pour la sortie de Star Wars, épisode IX : L'Ascension de Skywalker (2019) de J. J. Abrams, le deuxième hors-série de la revue consacre 132 pages à la saga cinématographique Star Wars.

## Diffusion
En 2020, Thomas Aïdan, rédacteur en chef, indique, à LCI, que le magazine est tiré à 60 000 exemplaires pour 20 000 abonnés. En 2019, Alex Masson du syndicat français de la critique de cinéma et des films de télévision indique 60 000 exemplaires aussi pour l'année 2016. Il relativise ce chiffre en indiquant qu'il est, avec d'autres chiffres cités dans son article, « issus des sites des journaux concernés ou des régies publicitaires, donc usuellement gonflés. »
Comme d'autres titres de la presse cinématographique, La Septième Obsession est soutenu par le CNC depuis 2020,.
En septembre 2022, La Septième Obsession est l'un des douze titres de presse de cinéma qui adressent une lettre à la ministre de la Culture et au président du CNC pour les alerter de l’urgence économique que connaît leur secteur dû à l'inflation du coût du papier.